# Magnuskirche (Worms)

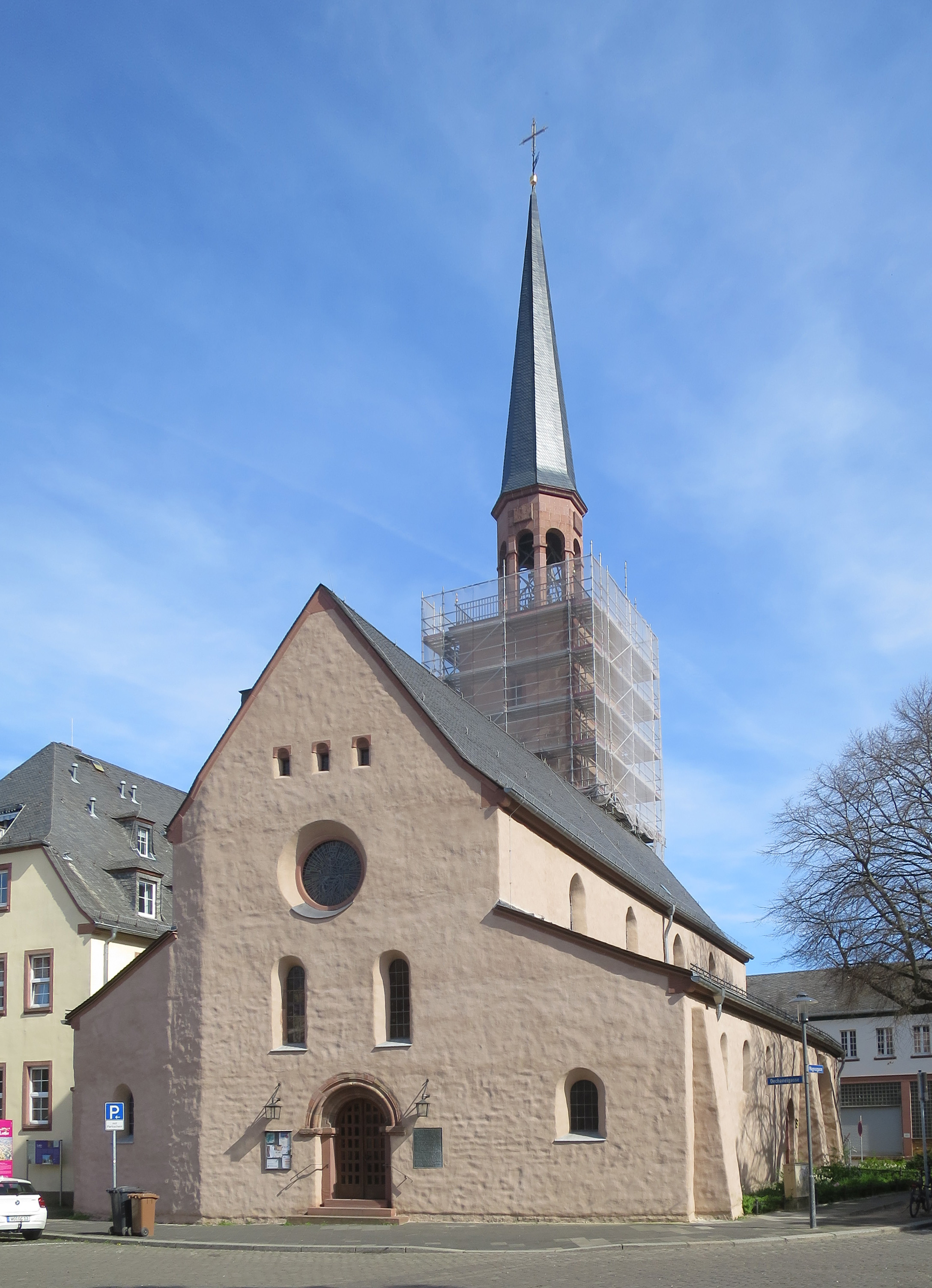
Magnuskirche in Worms

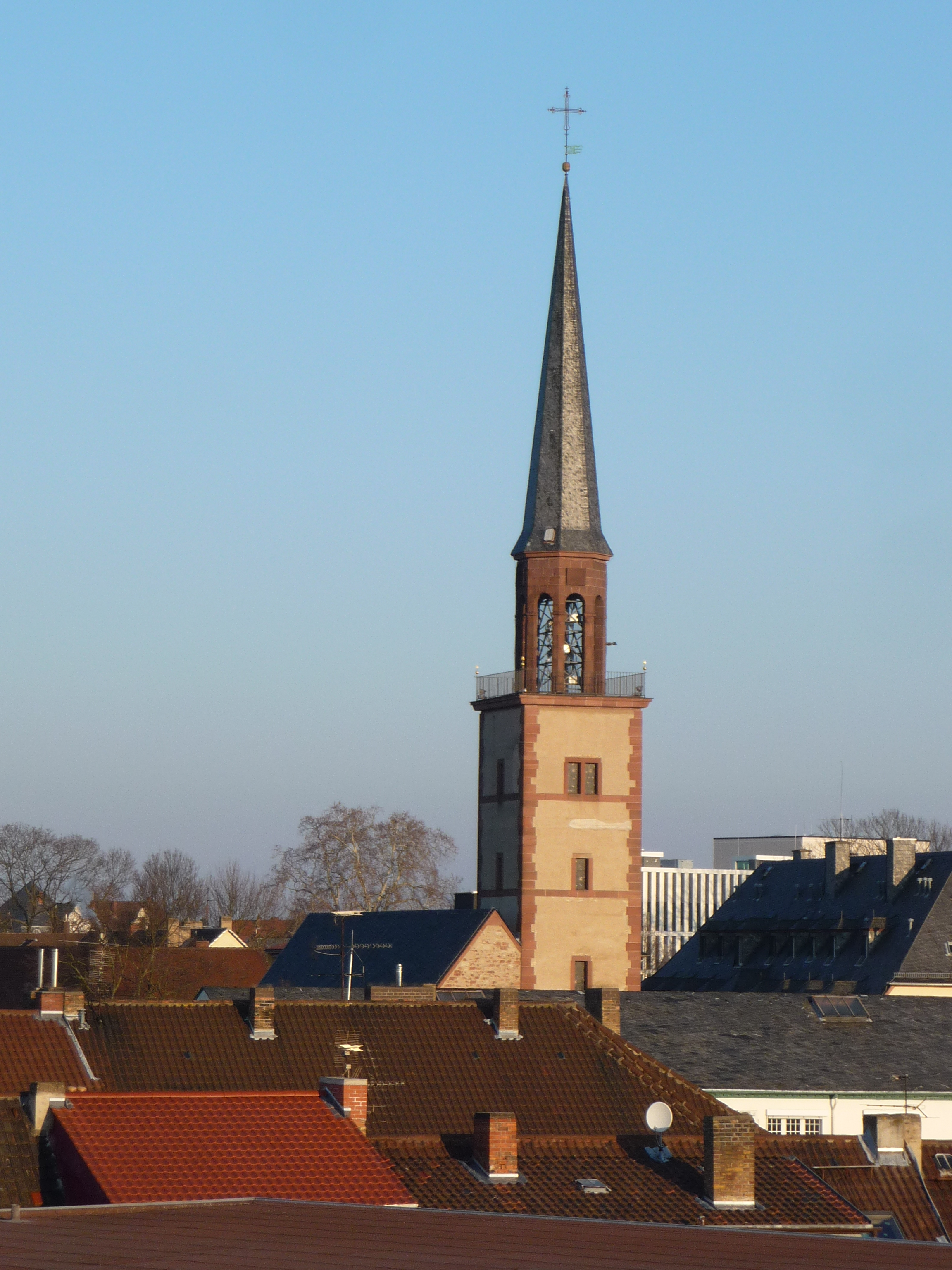
Blick von Osten

Grundriss

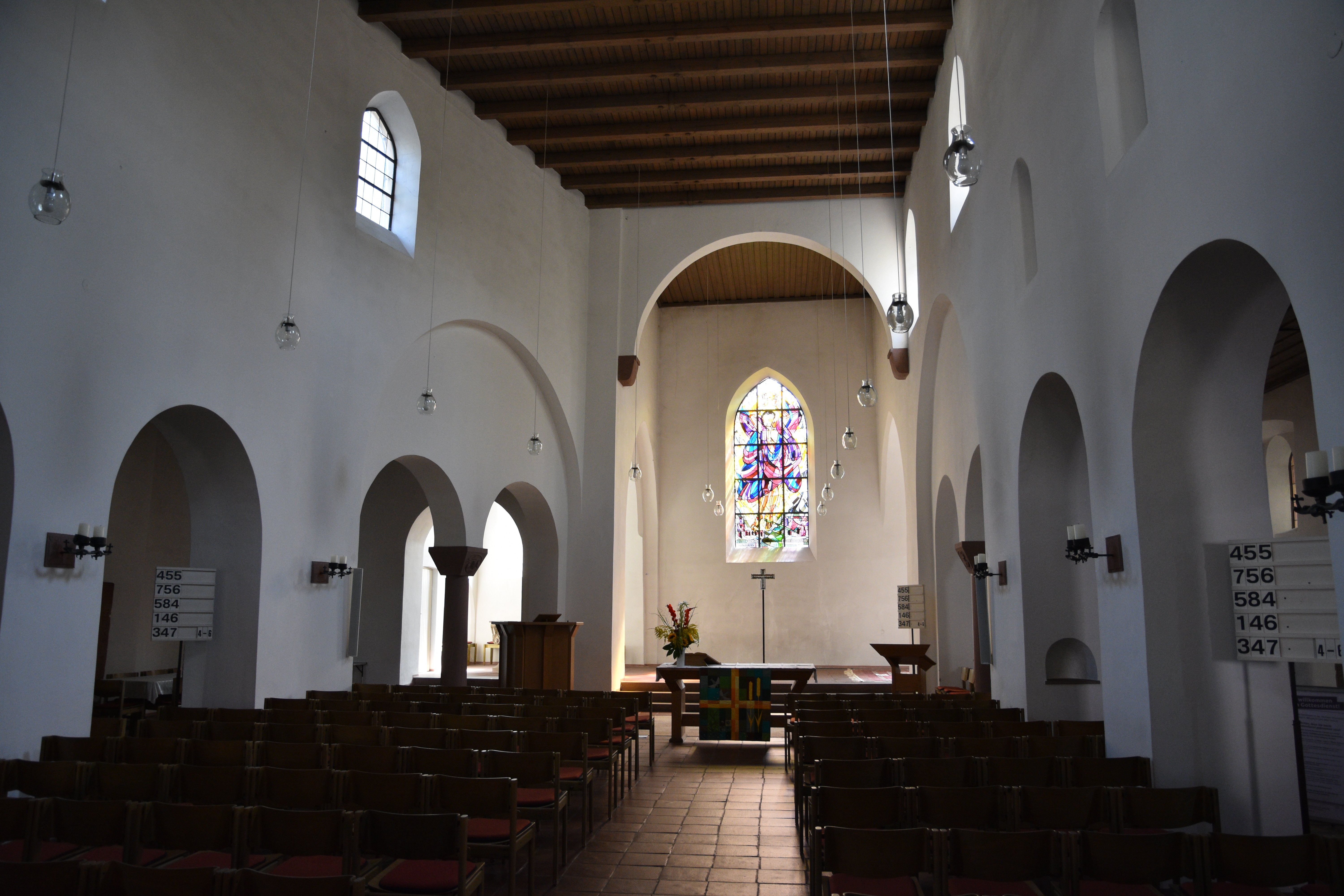
Blick aus dem Schiff in den Chor

Die Magnuskirche (ursprünglich: St. Magnus) ist eine Evangelische Kirche in Worms und die kleinste der Kirchen in der Innenstadt. Sie gilt als die älteste evangelische Kirche in Südwestdeutschland.

## Geografische Lage
Die Magnuskirche liegt zwischen dem Andreasstift und dem Wormser Dom innerhalb des alten Stadtmauerrings. Das nördlich angrenzende Gelände war ursprünglich der Stadthof des Klosters Otterberg und beherbergte von 1635 bis 1652 das Jesuitenkolleg Worms. Heute steht hier die Jugendherberge.

## Geschichte

### Ursprünge
Bei Grabungen in der Magnuskirche in den Jahren 1929 bis 1931 wurde am Übergang des Langschiffes zum Chorraum eine vorromanische Chorapsis aus römischen Kalksteinen in Zweitverwendung freigelegt. Die sorgfältige Ausführung des Mauerwerks unter dem Bodenniveau wurde als Hinweis auf eine Confessio interpretiert.  Darunter und daneben befanden sich Fundamentreste eines römischen Gebäudes unklarer Funktion, d. h. die erste Magnuskirche ist inmitten vorhandener römischer Restbebauung angelegt worden. Beim Wiederaufbau 1953/54 wurde zudem in karolingischer Manier verarbeitetes Baumaterial in der Nordwand des Mittelschiffes entdeckt. Das Patrozinium des Wandermönches Magnus von Füssen für die Kirche passt zum missionarischen Zeitgeist der karolingischen Epoche und stützt die These einer Gründung im 8./9. Jahrhundert.
Neben den karolingischen Spuren im Mittelschiff wird die überwiegende Bausubstanz der Kirche in der neueren Forschung vorsichtig ab dem 11. Jahrhundert eingeordnet.

### Vorreformatorische Zeit
Die erste erhaltene Erwähnung der Kirche stammt von 1141. Sie gehörte zum benachbarten Stift St. Andreas und diente als Pfarrkirche für das umgebende Stadtquartier.
Zwischen dem 10. und dem 15. Jahrhundert wurde die Kirche mehrfach erweitert. Erhalten sind Teile zweier romanischer Saalkirchen vom 11. bis 13. Jahrhundert. Die gotischen Seitenschiffe stammen aus dem 14. und 15. Jahrhundert, ebenso eine Erweiterung nach Westen.
Die Erweiterungen wurden teilweise unter Einbeziehung vorhandener Bauteile durchgeführt, z. B. einer mittelalterlichen schrägen Friedhofsmauer im Westen, wodurch die eigenartige Asymmetrie der Kirche zustande kam. Sozialhistorisch lässt sich diese sichtbare Sparsamkeit vielleicht dadurch erklären, dass St. Magnus als untergeordnete Pfarrkirche des wohlhabenden Andreasstiftes eher eine Kirche für die „kleinen“ Leute in Worms war. So hat die Vermeidung allzu kostspieliger Investitionen im Mittelalter alte Bausubstanz erhalten.

### Reformatorische Zeit
Die Magnuskirche in Worms gilt als die älteste evangelische Kirche in Südwestdeutschland: Hier wurde ab den frühen 1520er Jahren Gottesdienste im Sinne  Martin Luthers abgehalten: d. h. predigtorientierte Gottesdienste in deutscher Sprache anstatt der lateinischen Messe. Fünf der Stiftsherren des Stifts St. Andreas wurden schon in den 1520er Jahren evangelisch, zwei sogar schon im Jahr des Auftritts von Martin Luther auf dem Reichstag zu Worms 1521. Darunter war der Prädikant Friedrich Baur, der Kantor Nicolaus Maurus und auch Ulrich Preu, genannt Schlaginhaufen, der bei Martin Luther studiert hatte. Preu war der Gemeindepfarrer an St. Magnus. Luther durfte auf dem Reichstag von 1521 keine Kirche in Worms besuchen, auch nicht St. Magnus, wird die Kirche aber sicher wahrgenommen und in Kontakt mit seinen dortigen Freunden gestanden haben.

### Nachreformatorische Zeit
Die Magnuskirche gehörte in der Folgezeit rechtlich weiterhin zum Andreasstift, das sich mit dem Verlust der Kirche an die Lutheraner nicht abfinden konnte. Es entspannten sich erbitterte und langwierige Auseinandersetzungen um den Besitz der symbolträchtigen Kirche, unter anderem mit einem Prozess vor dem Reichskammergericht. Dort setzte sich die junge evangelische Gemeinde und der inzwischen ebenfalls lutherische Rat der Stadt Worms durch und die Kirche blieb lutherisch. 1547 musste die Magnuskirche in einem Kompromiss wieder an das Andreasstift übertragen werden. Die Lutheraner weigerten sich weiterhin, die Kirche zu übergeben, so dass Kaiser Ferdinand I. 1559 die Magnuskirche erneut dem Andreasstift zusprach. Kurfürst Friedrich III. von der Pfalz entschied dagegen 1566 genau umgekehrt. So ging es noch einige Male hin und her, bis das Andreasstift 1755 aufgab. Auch die Jesuiten, deren Kolleg direkt an die Kirche grenzte, bemühten sich in den Besitz der traditionsreichen Kirche zu gelangen – ohne Erfolg.  Die Magnuskirche blieb in der Folge dauerhaft evangelisch.
Nach der Stadtzerstörung im Pfälzischen Erbfolgekrieg 1689 wurde die Magnuskirche 1756 in barocken Formen erneuert. Am 21. Februar 1945 wurden Dach, Turm und Inneneinrichtung der Kirche durch einen alliierten Luftangriff erneut zerstört. Bei der Wiederherstellung nach dem Zweiten Weltkrieg 1953 wurde auf romanische Formen zurückgegriffen.

## Baubeschreibung
Heute stellt sich die Magnuskirche als romanisch anmutende dreischiffige, flachgedeckte Pfeilerbasilika ohne Querschiff dar, mit einem rechteckigen Chorraum und zwei kleineren Nebenchören. Der wiederaufgebaute, heute höhere viereckige Kirchturm hat fünf quadratische Geschosse und wird von einem steilen Turmhelm bekrönt.

## Ausstattung
In der Kirche befinden sich 16 tw. figürliche Grabdenkmäler Wormser Bürgerinnen und Bürger vom Mittelalter bis in die Barockzeit.
Die Kirchenfenster im Ost- und Westchor sind Entwürfe von Harry MacLean (1952/53).
In die Innenwand des Südschiffs ist die emaillierte und gravierte Lavaplatte "Sageta" von Antoni Tàpies (1986) eingelassen.
Der Taufstein der Magnuskirche ist das Oberteil eines gotischen Löwentaufsteins. Das Unterteil mit den Löwen ist nicht erhalten.
Die Orgel auf der Westempore wurde von der Firma Gebr. Oberlinger (Orgelbau) in Windesheim 1970/71 angefertigt und verfügt über 2 Manuale und 25 Register.

## Glocken
Im Turm befindet sich ein von außen sichtbarer Glockenstuhl, in dem seit 1953 drei Glocken der Glocken- und Kunstgießerei Rincker hängen.
1. Luther-Glocke, gis', 724 kg
2. Friedens-Glocke, h', 430 kg
3. Benemann-Glocke, cis'', 300 kg

## Kirchengemeinde
Die Magnuskirche ist neben der Dreifaltigkeitskirche, der Lukaskirche, der Friedrichskirche und dem Gemeindehaus in Rosengarten (Lampertheim) eine von fünf Gottesdienststätten der 2024 durch Fusion von fünf Vorgängergemeinden entstandenen Evangelischen Kirchengemeinde Worms-Innenstadt, die zum Dekanat Worms-Wonnegau in der Propstei Rheinhessen und Nassauer Land der Evangelischen Kirche in Hessen und Nassau gehört.